# كنيسة الإصلاح العظمى في دبرتسن

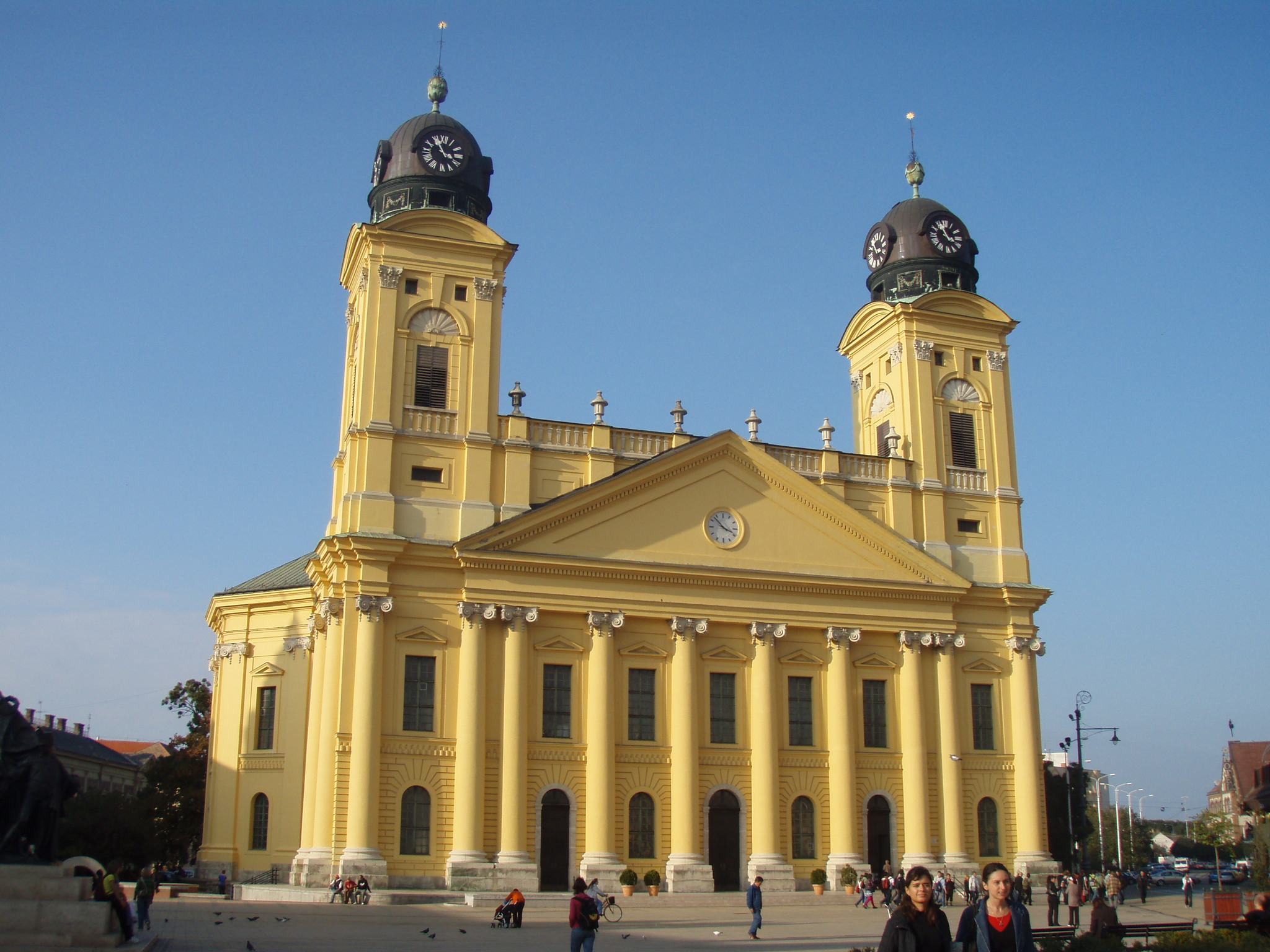
كنيسة الإصلاح العظمى في مدينة دبرتسن.

تقع الكنيسة الإصلاحيَّة العظيمة أو كنيسة الإصلاح العظمى في دبرتسن (بالمجريَّة: Debreceni Református Nagytemplom) في مدينة دبرتسن في المجر. وتقع الكنيسة في وسط المدينة، بين ميدان كوسوث وساحة كالفن. وهي رمز الكنيسة البروتستانتية في المجر، وبسبب هذه الكنيسة يُشار إلى المدينة أحيانًا باسم "روما الكالفينية"، وأيضاً بسبب ضم المدينة على نسبة كبيرة من السكان البروتستانت الكالفينيين وكذلك بسبب التأثير الكبير للكنيسة الإصلاحيّة في المدينة والمنطقة. وبنيت في المدينة العديد من مدراس وكليّات اللاهوت الكالفينيّة إلى جانب الجامعة الإصلاحية اللاهوتية في ديبريسين والتي بنيت عام 1538. وتبلغ مساحة الكنيسة 1500 متر مربع، وهي أكبر كنيسة بروتستانتية في المجر. كما أن لديها أكبر جرسية بالمقارنة مع الكنائس البروتستانتية المجرية. بنيت الكنيسة العظمى بين عام 1805 وعام 1824 على الطراز الكلاسيكي الحديث.